# Neohydrocoptus jaechi
Neohydrocoptus jaechi is een keversoort uit de familie diksprietwaterkevers (Noteridae). De wetenschappelijke naam van de soort werd in 1989 gepubliceerd door Wewalka.